# Uruško obdobje
Uruško obdobje (Zgodnje ursko obdobje) je obdobje mezopotamske zgodovine od prazgodovinske kamene  dobe do zgodnje bronaste dobe (okoli 4000 do 3100 pr. n. št.). Pred njim je bilo ubaidsko obdobje, za njim pa džemdet nasrsko obdobje. Ime je dobilo po sumerskem mestu Uruku. V tem obdobju so se začela pojavljati prva mesta in se razvijati sumerska civilizacija.  V poznem uruškem obdobju (34.-32. stoletje pr. n. št.), ki ustreza pozni bronasti dobi, se je začel razvijati tudi klinopis. Pojavila se je prva poslikana lončenina in valjasti pečatniki. 

## Zgodovina raziskav
Izraz uruško obdobje so skovali na konferenci v Bagdadu leta 1930, na kateri so opredelili tudi džemdet nasrsko in ubaidsko obdobje.

## Datiranje in periodizacija
Periodizacija temelji na uruških arheoloških plasteh. Plasti Uruk XVII-XIV ne spadajo v uruško, ampak v ubaidsko obdobje. V uruško obdobje spadajo plasti Uruk XIV–IV. Slednja je trajala približno od leta 3300 do 3100 pr. n. št.. Uruk III je trajal do leta 3000 pr. n. št. in segal v zgodnje dinastično obdobje.

## Prve mestne države
Prve mestne države so že imele močne vladne organizacije. Razslojenost družbe ni bila očitna do zelo poznega  uruškega in zgodnjega dinastičnega obdobja, ki se je začelo okoli leta 3100 pr. n. št.. Za obdobje prvih držav je značilna cenena, masovno izdelana keramika, na primer sklede, ki so jih lahko brez večje škode zavrgli. Takšne sklede so uporabljali morda na izletih ali na velikih gradbiščih. Mesta so dosegla površine do 1 km2 in imela 10.000-20.000 prebivalcev.

## Konec uruškega obdobja
Nekateri komentatorji povezujejo konec uruškega obdobja s podnebnimi spremembami, povezanimi s piorskim nihanjem, in nenadnim hladnim in mokrim obdobjem. Druga razlaga ga povezuje s  prihodom vzhodnosemitskih plemen, ki so predstavljala kiško civilizacijo.